# Wulkenzin
Wulkenzin est une commune d'Allemagne située dans l'arrondissement du Plateau des lacs mecklembourgeois, dans le Land de Mecklembourg-Poméranie-Occidentale.

## Histoire
Wulkenzin fut mentionnée pour la première fois dans un document officiel en 1346.

## Quartiers
| - Neuendorf - Neu Rhäse - Wulkenzin |